# Depressionslafette

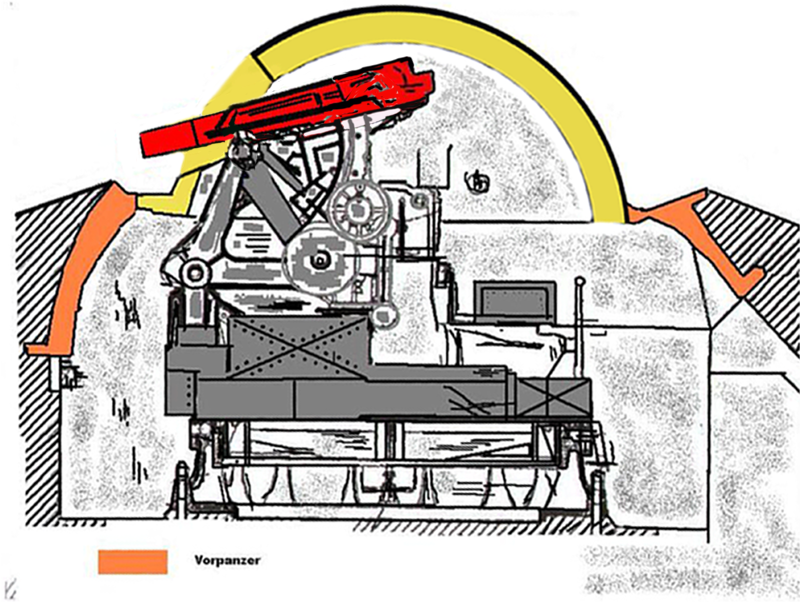
Depressionslafette mit 10-cm-Turmhaubitze T.H. M.9 in Drehpanzerkuppel. (Die Bauart des Batteriedecks erlaubt hier einen Einsatz mit negativer Rohrerhöhung)

Eine Depressionslafette ist eine Lafette für ein Geschütz, die speziell dazu bestimmt ist, dieses mit einer negativen Erhöhung zu richten, d. h. der Lauf kann auch beim Schuss aus der Waagerechten nach unten zeigen.
Diese Lafetten wurden dort eingesetzt, wo tiefer als das Geschütz liegende Ziele im direkten Schuss bekämpft werden sollen. Oft war dies bei hoch gelegenen Befestigungsanlagen der Fall.
Anfangs wurden dazu Wandlafetten benutzt, bei denen der Höhenrichtmechanismus modifiziert wurde und das Geschütz höher als üblich in der Lafette angebracht war. Ein solches Geschütz ist auf den Wallanlagen der Festung Königstein ausgestellt. Aufgrund der hohen Schwerpunktlage war der Einsatz auf leichte und mittlere Kaliber beschränkt.
Depressionslafetten kamen im 19. Jahrhundert auch bei im Gebirge errichteten Festungswerken, beispielsweise im k.u.k. Festungsartilleriewesen zum Einsatz.
Als man Ende des 19. Jahrhunderts begann, an der Reichsgrenze zu Italien die Festungsanlagen zu erweitern, wurden erstmals Werke mit gepanzerten, drehbaren Turmhaubitzen errichtet. Um maximales Schussfeld zu erhalten, baute man diese Werke in größtmöglicher Höhe (Zwischenwerk Sommo in 1648 m über NN). Einige dieser Befestigungsanlagen besaßen auf Grund ihrer geographischen Lage ein steil in das Tal abfallendes Glacis von einem Halb- oder Dreiviertelkreis. Um die tieferen Lagen im direkten Beschuss abdecken zu können, entwickelte man die Depressionslafette. Diese unterschied sich von der normalen Turmhaubitzlafette durch den Elevationswinkel. Während bei normalen Geschützen der Höhenrichtbereich bei etwa +45 bis −5 Grad lag, verfügten die Depressionslafetten über eine Elevation von +45 bis −30 Grad.